# Мегалитические храмы Мальты
Мегалитические храмы Мальты — группа доисторических мегалитических храмов, включённая под общим номером в список Всемирного наследия ЮНЕСКО. Были сооружены в три разных периода между 3600 и 2500 годами до н.э.
Данные храмы служат основой для периодизации древнейшей истории Мальты, поскольку определённые типы керамики или других артефактов найдены в контексте того или иного мегалитического храма. В группу данных храмов не входит мегалитическое подземное святилище Хал-Сафлиени (оно внесено в список Всемирного наследия под отдельным номером).

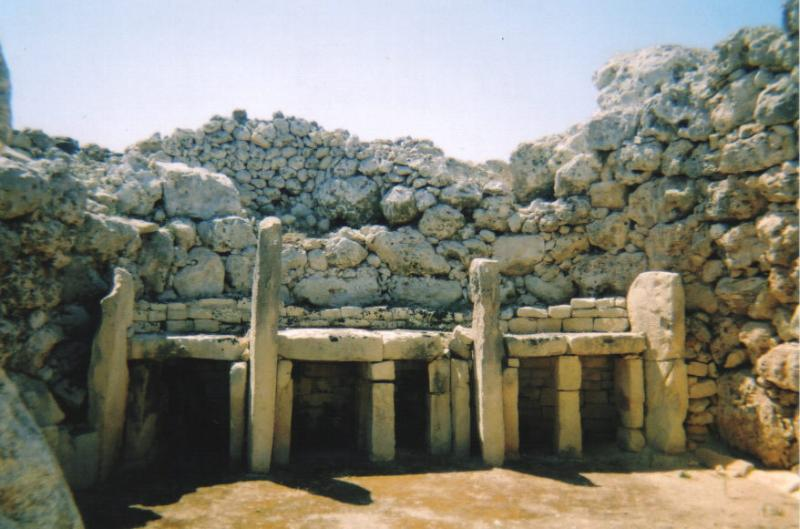
Джгантия
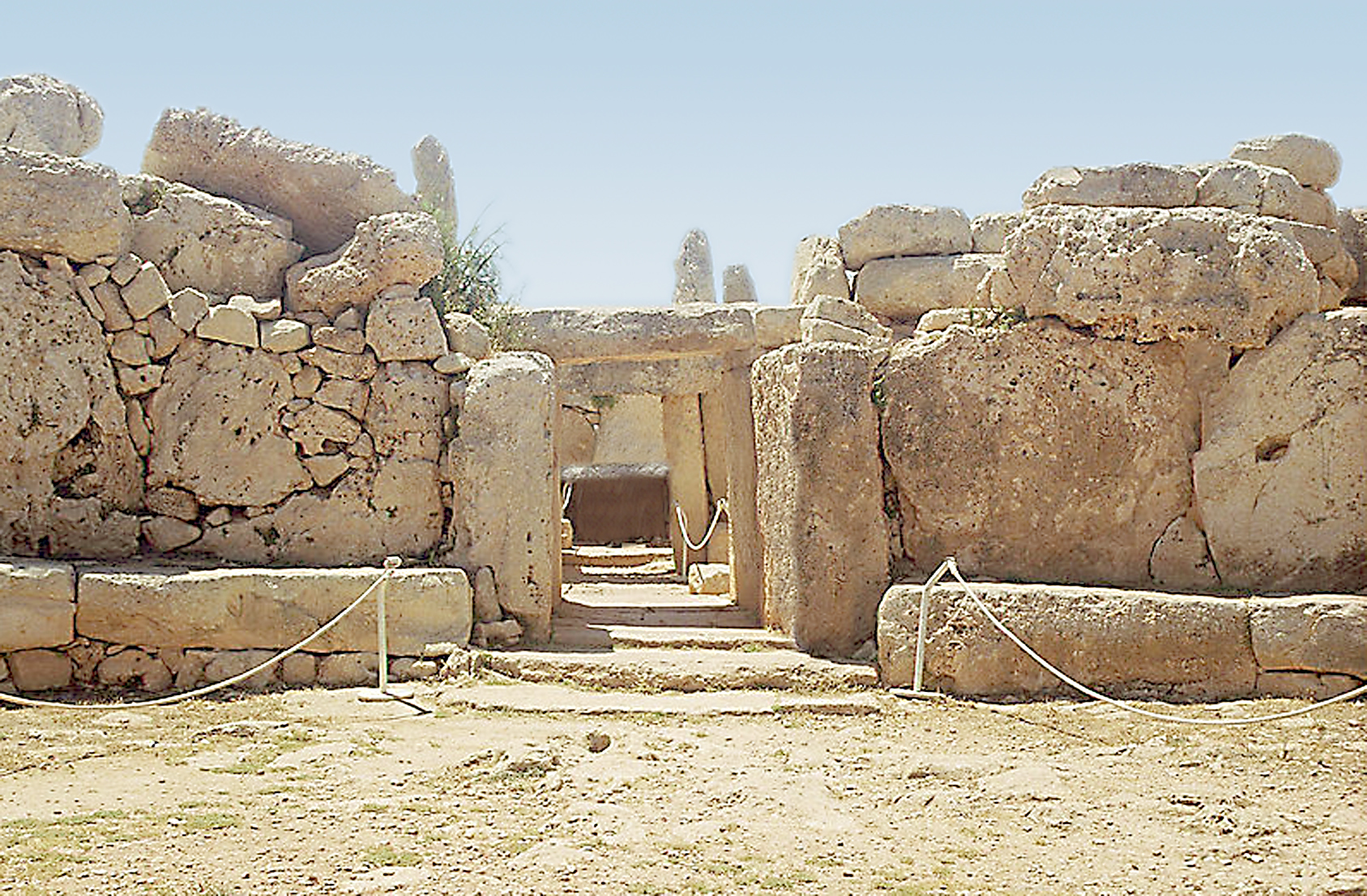
Мнайдра
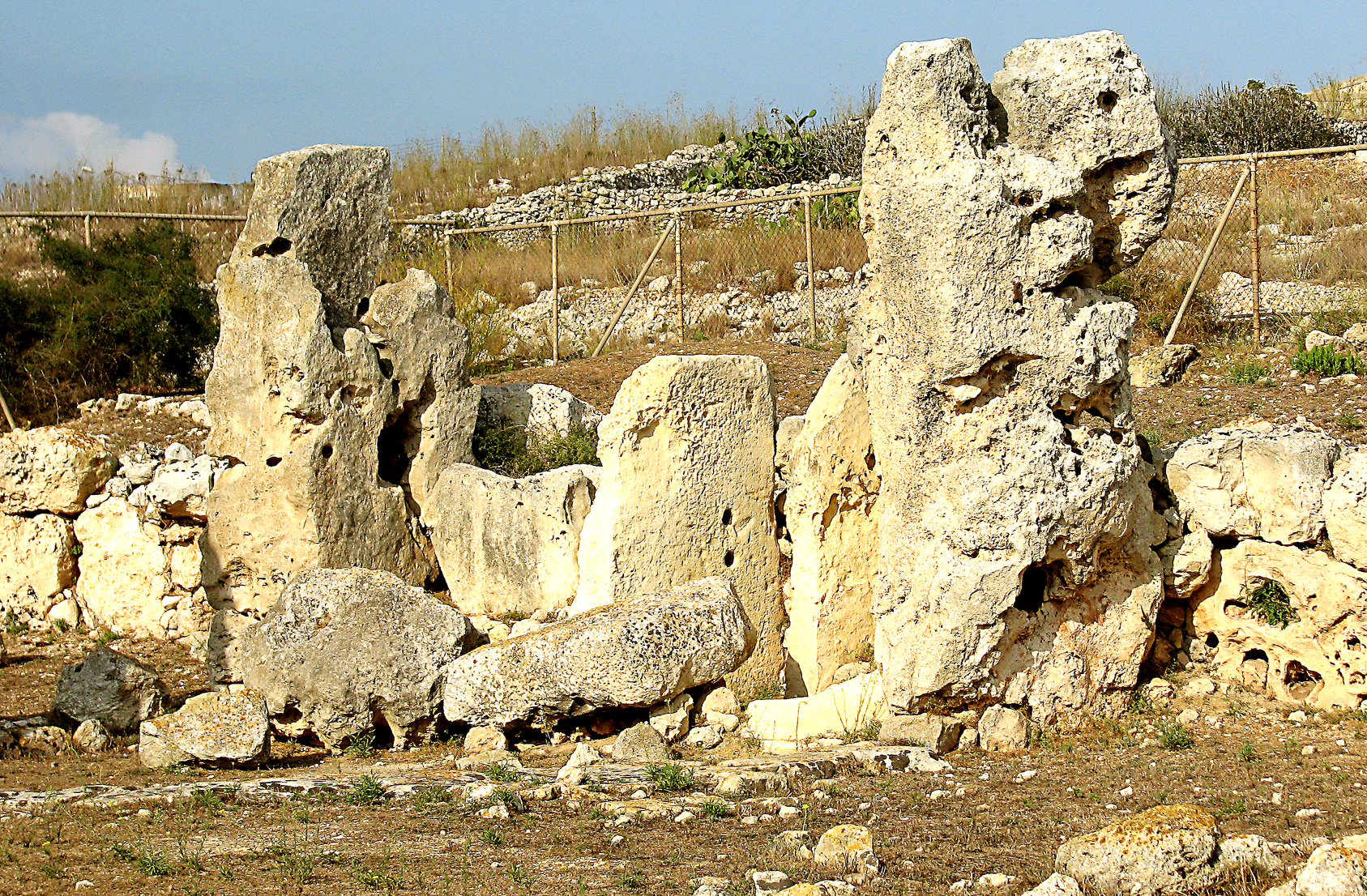
Скорба
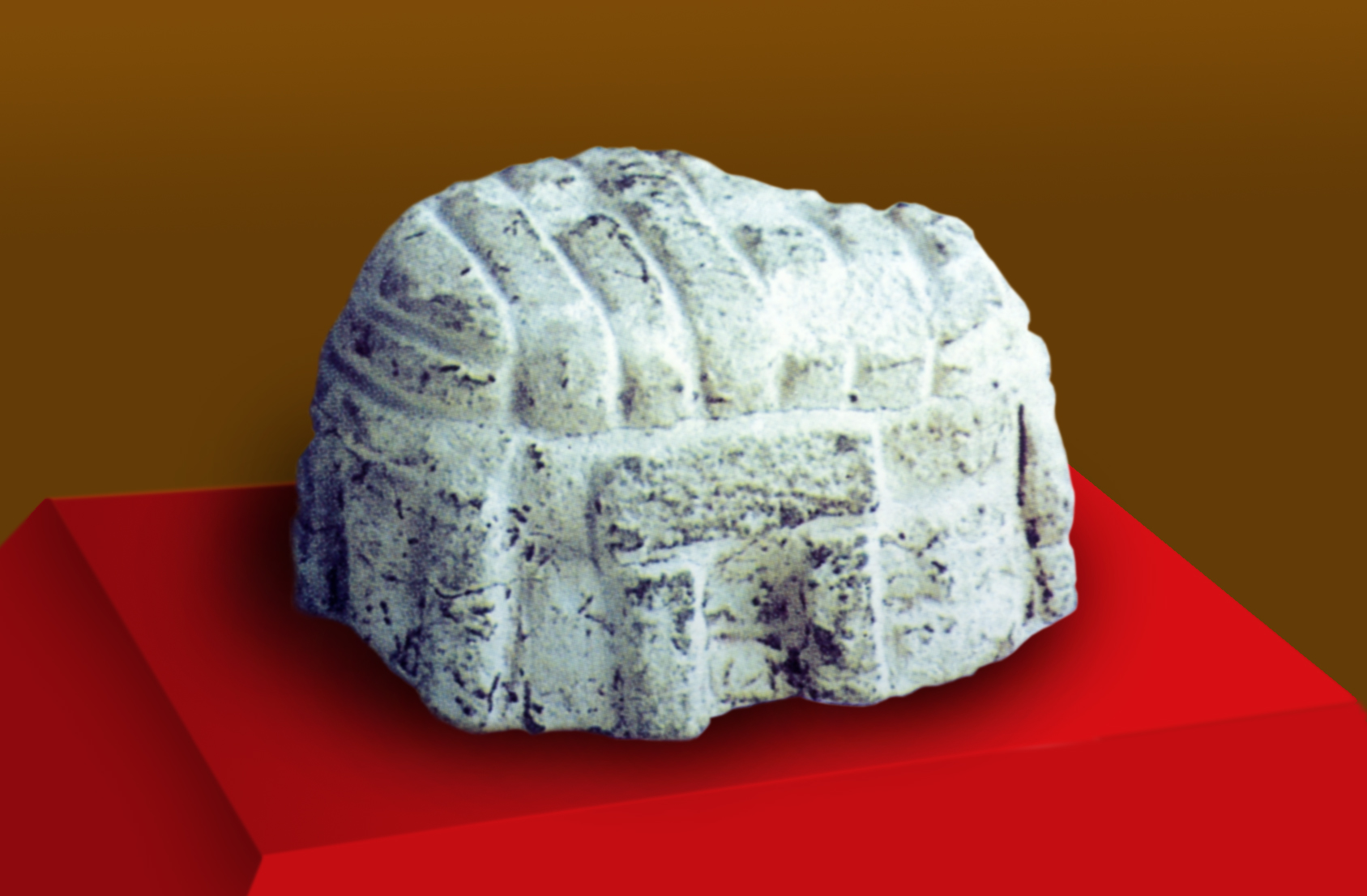
Та' Хаджрат
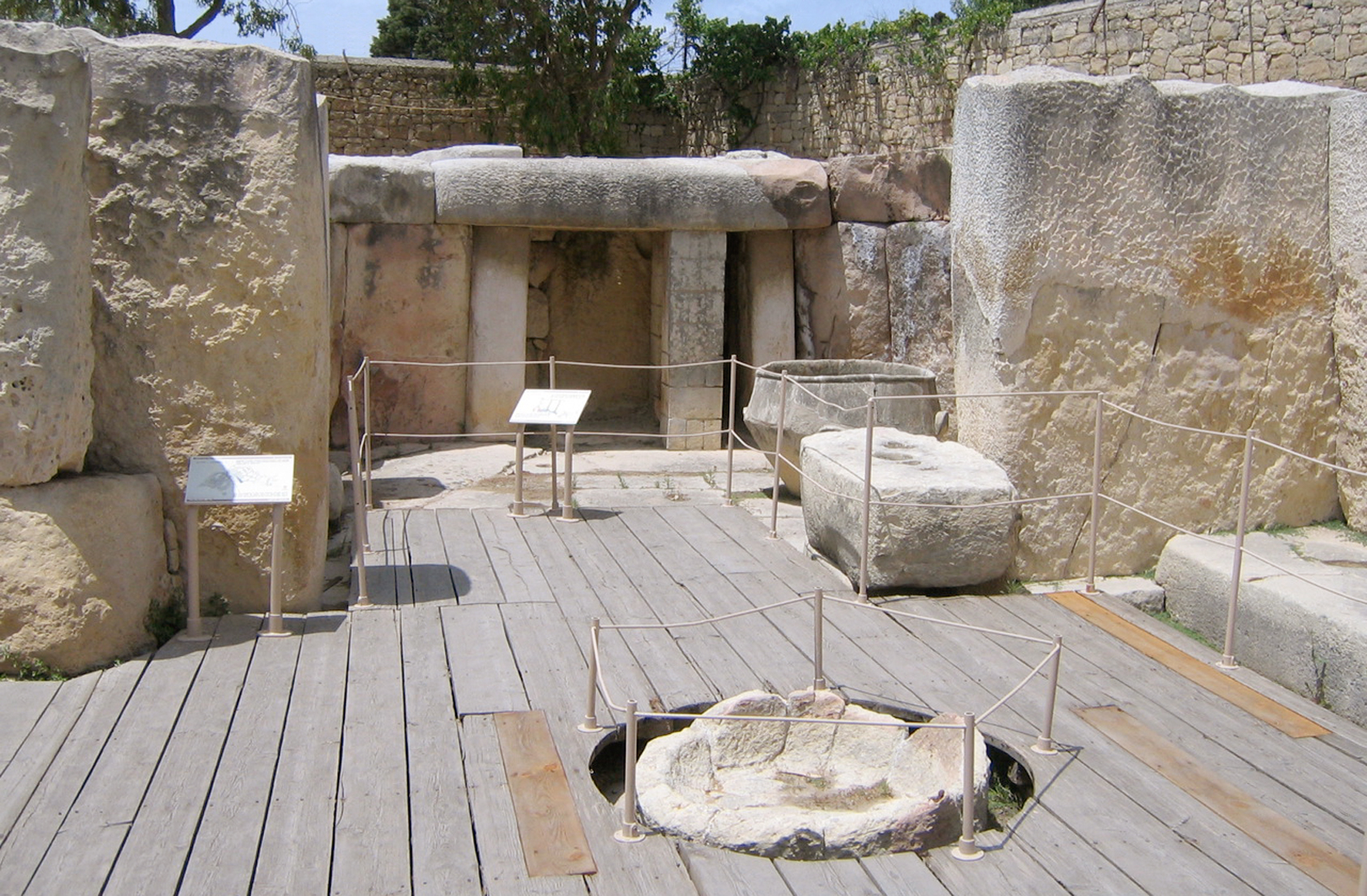
Таршиен
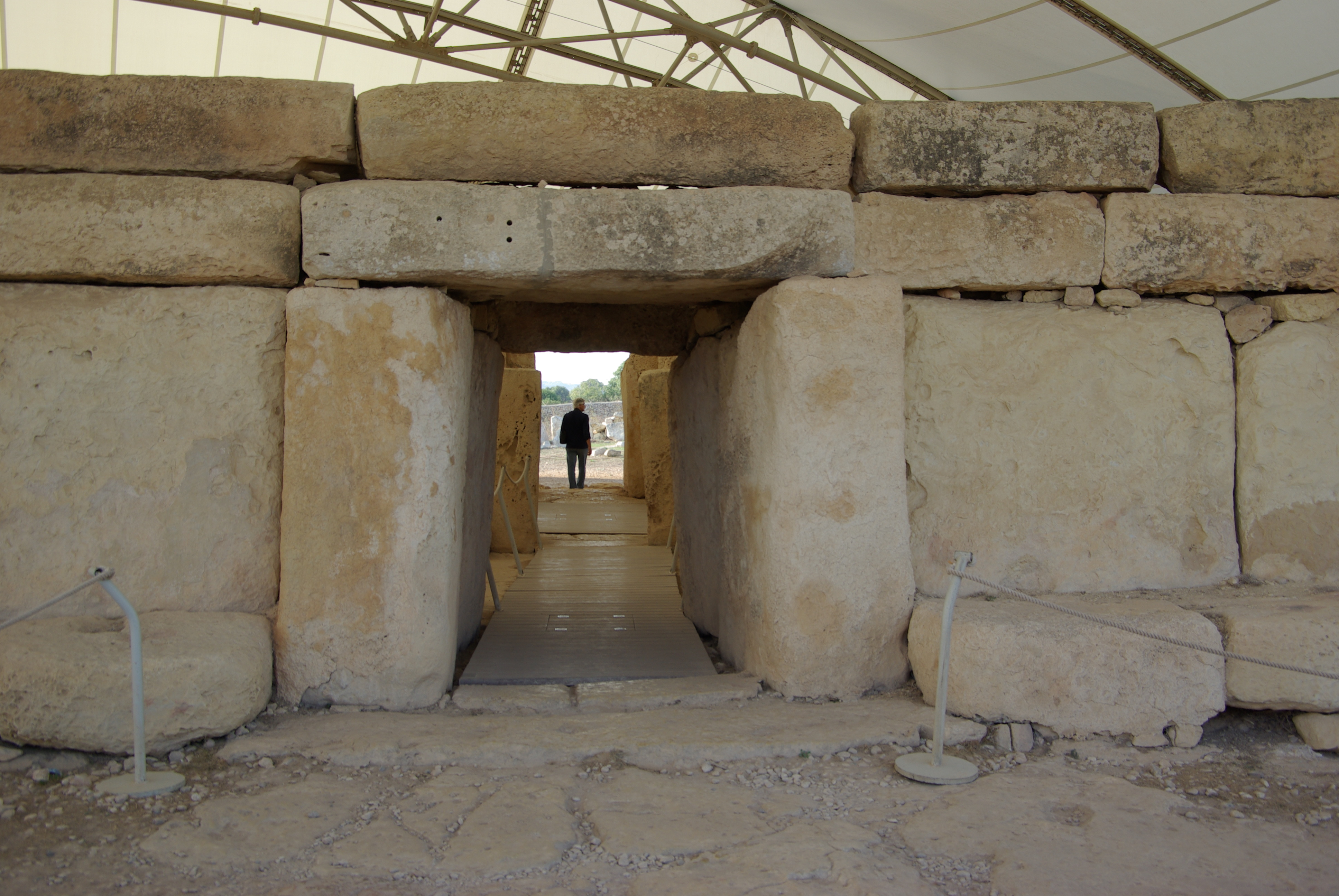
Хаджар-Ким

На Мальте есть ряд других мегалитических храмов, например, Бордж ин-Надур, Кордин, Круг Брошторффа, Таль-Кади, Тас-Силдж и другие, которые не вошли в список Всемирного наследия из-за плохой сохранности.
Часть храмов была уничтожена или значительно повреждена в XIX веке из-за расчистки земли крестьянами под участки для посевных полей.